# Крафт, Вильгельмина
Вильгельмина Крафт (швед.  Wilhelmina Krafft, полное имя Maria Wilhelmina Krafft; 1778—1828) — шведская художница-миниатюристка.

## Биография

Мария Экебом

Родилась в 1778 году в Стокгольме в семье художника Пера Крафта - старшего и его жены Марии Вильгельмины Экебом (1749—1820); сестра художника Пера Крафта - младшего.
Вильгельмина и её брат Пер были частыми моделями детских портретов своего отца, художника-портретиста — на одной из этих картин изображены Пер и восхищённая Вильгельмина у его ног (1783), а на другой изображена молящаяся Вильгельмина (1782). Брат и сестра учились в Шведской академии художеств в 1790-х годах и оба посвятили себя миниатюрной живописи. Специальное обучение Вильгельмина получила у Лоренца Спарргрена.
Как самостоятельная художница Вильгельмина Крафт дебютировала в 1797 году и сразу была признана настолько талантливой, что была награждена медалью академии на своей первой выставке за «прекрасную профессиональную работу в миниатюре». Также участвовала в выставке 1798 года. В основном художница создавала персональные миниатюрные портреты в неоклассическом стиле живописи.
Вильгельмина Крафт в 1805 году вышла замуж за врача Олофа Нореуса и была матерью художницы Памелы Нореус.
Умерла в 1828 году в Норрчёпинге.
Работы Вильгельмины Крафт представлены в музеях Швеции, в частности, Национальном музее в Стокгольме. Её произведения были представлены на ретроспективной выставке шведских художников в Стокгольме в 1898 году и на аукционе компании Bukowskis в 1915 году.